# 馬場祥弘
馬場 祥弘（ばば よしひろ、1944年 - ）は、日本の小説家、作詞家。大阪府出身。別名、小森 豪人（こもり ごうじん）、早手 一郎（はやて いちろう）。

## 概要
関西学院大学卒業後、東京の広告代理店にディレクターとして勤務、コマーシャルフィルムの製作を手がける。退社後は放送作家、DJ、コンサートプランナー、作詞家として活動。
1970年代より「小森豪人」名義で音楽関係の書籍を執筆しており、1980年代からはクイズ関連のほか雑学などの書籍を執筆。
1990年代中頃に入ると本名である「馬場祥弘」名義にて、当時既に下火になりつつあった架空戦記小説ブームのなかで精力的に活動し、2000年代半ばまでの約10年間に数多くの作品をハイペースで発表した。
発表するジャンルにより「馬場祥弘」と「小森豪人」の両方を使い分けており、各名義の活動期間はそれぞれ異なっている（2001年に限り、馬場祥弘名義の架空戦記小説と、小森豪人名義のクイズ本が、同年に出版されている）。
『森のくまさん』の日本語訳詞者だと主張している。この歌が『みんなのうた』で紹介された当時は日本語作詞者は不詳であったため、「作詞・作曲：不明（アメリカ民謡）、編曲：玉木宏樹」とされた。
その後、馬場による「『森のくまさん』は自身が作詞・作曲した作品である」という主張を認め、一時期は「作詞・作曲：馬場祥弘」としてJASRACに登録されたが、その後の調査で原曲となるアメリカ民謡の存在が判明したが、「作詞・作曲：アメリカ民謡、日本語訳詞：馬場祥弘、編曲：玉木宏樹」となっている。玉木宏樹は著書の中で、伝聞であるがとした上で馬場祥弘が一時期「作詞・作曲者」となったのは文化庁に直訴したからと述べている。

## 主な作品：書籍

### 「馬場祥弘」名義の書籍
「馬場祥弘」名義では、架空戦記小説の著作がある。
- 超戦艦「大和」 シリーズ（祥伝社、ノン・ノベル）
  - 超戦艦「大和」出撃す（1994年1月）
  - 超戦艦「大和」圧勝す（1995年1月）
- 高速輸送艦「神竜」 シリーズ（徳間書店、トクマ・ノベルズ）
  - 高速輸送艦「神竜」突撃!（1995年2月）
  - 高速輸送艦「神竜改」上陸!（1995年6月）
- 闇の艦隊・出撃命令! シリーズ（実業之日本社、ジョイ・ノベルス）
  - 闇の艦隊・出撃命令!（1995年10月）
  - 闇の艦隊・出撃命令!2（1996年3月）
- 超釈三国志 大地の覇王 シリーズ（実業之日本社）
  - 超釈三国志 大地の覇王（1996年11月）
  - 超釈三国志 大地の覇王2（1997年5月）
- ソロモン奇襲艦隊（1996年1月、徳間書店、トクマ・ノベルズ）
- 逆襲の波濤 シリーズ（学習研究社、歴史群像新書）
  - 逆襲の波濤（1996年9月）
  - 逆襲の波濤2（1996年12月）
  - 逆襲の波濤3（1997年1月）
  - 逆襲の波濤4（1997年7月）
  - 逆襲の波濤5（1997年11月）
  - 逆襲の波濤6（1998年3月）
  - 逆襲の波濤7（1998年7月）
  - 逆襲の波濤8（1998年11月）
- 大逆襲! シリーズ（廣済堂出版、廣済堂ブルーブックス）
  - 大逆襲!ガ島奪回作戦（1997年6月）
  - 大逆襲!マリアナ沖海戦（1997年8月）
  - 大逆襲!トラック諸島争奪戦（1997年10月）
  - 大逆襲!レイテ沖決戦（1998年1月）
  - 大逆襲!沖縄総力戦（1998年4月）
- 大逆襲!鬼神艦隊 シリーズ（廣済堂出版、廣済堂ブルーブックス）
  - 大逆襲!鬼神艦隊1（1998年7月）
  - 大逆襲!鬼神艦隊2（1998年10月）
  - 大逆襲!鬼神艦隊3（1999年1月）
  - 大逆襲!鬼神艦隊4（1999年4月）
- 決戦!関ヶ原 名軍師・島左近の知略（1997年2月、PHP研究所、PHP文庫）
- 八四航空艦隊 シリーズ（PHP研究所、ビジネスライブラリーノベルズ）
  - 八四航空艦隊 巡洋戦艦「妙義」峻工す（1998年5月）
  - 八四航空艦隊2 航空戦艦「妙義」出撃す（1998年9月）
  - 八四航空艦隊3 史上最大の空母部隊出撃す（1999年3月）
- 逆襲の帝国 シリーズ（学習研究社、歴史群像新書）
  - 逆襲の帝国1（1998年12月）
  - 逆襲の帝国2（1999年1月）
  - 逆襲の帝国3（2000年6月）
- 『富嶽改』戦記 シリーズ（コスミック出版、コスモノベルス）
  - 『富嶽改』戦記（1999年11月）
  - 『富嶽改』戦記2 大渡洋爆撃作戦（2000年3月）
  - 『富嶽改』戦記3 死闘!マリアナ諸島（2000年6月）
- 大反撃・連合艦隊「ガ島」奪回大作戦 シリーズ（有楽出版社、ジョイ・ノベルス）
  - 大反撃・連合艦隊「ガ島」奪回大作戦（1999年8月）
  - 大反撃・連合艦隊「ガ島」奪回大作戦2（1999年10月）
  - 大反撃・連合艦隊「ガ島」奪回大作戦3（1999年12月）
- 激闘!八八八艦隊 シリーズ（廣済堂出版、廣済堂ブルーブックス）
  - 激闘!八八八艦隊1（1999年9月）
  - 激闘!八八八艦隊2（1999年2月）
- 超高速艦 神龍戦記（2000年1月、コスミック出版、コスモシミュレーション文庫）
- 闇の艦隊出撃せよ!（2000年2月、コスミック出版、コスモシミュレーション文庫）
- 大反撃・帝国零艦隊南太平洋制圧 シリーズ（有楽出版社、ジョイ・ノベルス）
  - 大反撃・帝国零艦隊南太平洋制圧1（2000年2月）
  - 大反撃・帝国零艦隊南太平洋制圧2（2000年4月）
  - 大反撃・帝国零艦隊南太平洋制圧3（2000年6月）
- 超潜水空母「若狭」戦記（2000年7月、コスミック出版、コスモシミュレーション文庫）
- 栄光の超戦艦「大和」（2000年8月、コスミック出版、コスモシミュレーション文庫）
- 大反撃・連合艦隊南方海域を制覇 シリーズ（有楽出版社、ジョイ・ノベルス）
  - 大反撃・連合艦隊南方海域を制覇1（2000年8月）
  - 大反撃・連合艦隊南方海域を制覇2（2000年10月）
  - 大反撃・連合艦隊南方海域を制覇3（2000年12月）
- 八八八艦隊戦記 シリーズ（コスミック出版、コスモノベルス）
  - 八八八艦隊戦記1 激闘ミッドウェー海戦編（2000年8月）
  - 八八八艦隊戦記2 八八八艦隊総力でハワイ強襲・上陸作戦を敢行!（2000年11月）
  - 八八八艦隊戦記3 ハワイ攻略部隊、米守備隊海兵隊と激戦を展開す!（2000年12月）
  - 八八八艦隊戦記4 決戦を挑む米艦隊に大和の巨砲が吼える（2001年3月）
  - 八八八艦隊戦記5 大和の巨砲が吼える激闘オアフ上陸作戦（2001年5月）
- 激闘!秘密連合航空隊 シリーズ（廣済堂出版、廣済堂ブルーブックス）
  - 激闘!秘密連合航空隊1（2001年1月）
  - 激闘!秘密連合航空隊2（2001年4月）
  - 激闘!秘密連合航空隊3（2001年6月）
  - 激闘!秘密連合航空隊4（2001年9月）
  - 激闘!秘密連合航空隊5（2001年12月）
  - 激闘!秘密連合航空隊6（2002年3月）
  - 激闘!秘密連合航空隊7（2002年6月）
- 超ハイテク戦艦「大和」復活す シリーズ（コスミック出版、コスモノベルス）
  - 超ハイテク戦艦「大和」復活す1（2001年8月）
  - 超ハイテク戦艦「大和」復活す2（2001年11月）
  - 超ハイテク戦艦「大和」復活す3（2002年2月）
  - 超ハイテク戦艦「大和」復活す4（2002年5月）
  - 超ハイテク戦艦「大和」復活す5（2002年7月）
  - 超ハイテク戦艦「大和」復活す6（2002年8月）
- 激闘!旭光の連合艦隊 シリーズ（廣済堂出版、廣済堂ブルーブックス）
  - 激闘!旭光の連合艦隊1（2002年10月）
  - 激闘!旭光の連合艦隊2（2002年12月）
  - 激闘!旭光の連合艦隊3（2003年4月）
  - 激闘!旭光の連合艦隊4（2003年7月）
- 激闘・ジェット空母「大和」 シリーズ（コスミック出版、コスモノベルス）
  - 激闘・ジェット空母「大和」1（2002年12月）
  - 激闘・ジェット空母「大和」2（2003年3月）
- 異変戦国志 シリーズ（廣済堂出版、廣済堂ブルーブックス）
  - 異変戦国志1 信長脱出（2003年11月）
  - 異変戦国志2 信長上洛（2004年3月）
  - 異変戦国志3 魔王信長（2004年7月）
- 日本朝鮮戦争勃発! 日米連合艦隊、出撃す!（2003年10月、出版、コスモノベルス）
- 機密艦隊 シリーズ（コスミック出版、コスモノベルス）
  - 機密艦隊・インド洋出撃!! 激闘・南方大海戦（2004年2月）
  - 機密艦隊・南大西洋の死闘 防空戦艦快進撃!（2004年5月）
  - 機密艦隊・カリブ海攻撃! 激突・日米海戦!（2004年7月）
- 逆襲の連合艦隊 シリーズ（コスミック出版、コスモノベルス）
  - 逆襲の連合艦隊1 第七艦隊、出撃!（2004年9月）

### 「小森豪人」名義の書籍
「小森豪人」名義では、音楽関連の書籍の他、雑学およびクイズ関連の著作がある。
- やりたいことをやってやろう デッカイ勇気を湧かす本（1970年、大和書房、銀河選書）
- 皆んな同じ夕陽を見た（1972年、大和書房）
- ともだちの子守唄（1972年、アロー出版社）
- ある青春の詩 小森豪人対談集（1972年、アロー出版社）
- ラブ・サウンズの主役（1974年、編集：小森豪人、全音楽譜出版社）
- ニューフォークの旗手たち 吉田たくろうからチューリップまで（1974年、編集：小森豪人、全音楽譜出版社）
- 番外地のフォークシンガーたち（1974年、編集：小森豪人、全音楽譜出版社）
- 決定版!!だじゃれ大事典 いやなヤツを笑いとばすネタ（1977年4月、光風社書店、Bear backs）
- スニーカーをはいて ロッド・マッケンへの手紙（1977年10月、鷹書房）
- かくし芸なんでも百科 ダジャレ・かえ歌・こばなし・パズル（1977年11月、梧桐書院）
  - かくし芸なんでも百科 ダジャレ・かえ歌・こばなし・パズル（1980年、梧桐書院）※再版
- なぜ若者は死に急ぐのか（1978年4月、大和書房、銀河選書）
- 私のユーモア話術入門 司会・祝辞から日常会話まで（1979年7月、梧桐書院、実用新書）
- いたずら虫 一発あわをふかせる悪知恵集（1979年10月、永岡書店）
- パロディ虫（1980年1月、鷹書房）
- パロディ大爆発（1980年7月、鷹書房）
- 女の子にもてる笑い話 キミは笑いの仕掛人（1980年7月、永岡書店）
- 福びきアイデア集 旅行・宴会をもりあげるプレゼント大作戦（1980年10月、永岡書店）
  - 福びきアイデア集 旅行・宴会をもりあげるプレゼント大作戦（1985年12月、永岡書店）※再版
- 福びき幹事虎の巻 宴会・パーティー・バス旅行を演出するタネ本（1980年12月、永岡書店）
- ナンセンス・パロディ（1980年1月、永岡書店、ナガオカパンチブックス）
- 新なぞなぞ大全科（1981年6月、秋田書店、大百科シリーズ）
  - 新なぞなぞ大全科 最新なぞなぞの決定版!!（1993年3月、秋田書店、大百科シリーズ）※新版
- おもしろなぞなぞ大集合!! キミの好きななぞなぞは?（1984年7月、永岡書店、ピコピコブックス）
- おもしろなぞなぞ大全科（1984年12月、秋田書店、大百科シリーズ／なぞなぞシリーズ）
- 血液型なんでも大全科 血液型のことならなんでもわかる（1985年12月、秋田書店、大百科シリーズ）
- アドベンチャー・ゲームブック 魔界城の冒険（1985年12月、秋田書店、少年チャンピオン・ホビーシリーズ）
- ワァーオッ!ムンムン!過激にHな本（1986年6月、編集：小森豪人、二見書房、ミニ・サラ）
- 裏ワザスーパーテクニック（1986年4月、著者：小森豪人+ファミコンキッズ、永岡書店、ファミリーコンピュータ）
- 裏ワザスーパーテクニック3（1986年、著者：小森豪人+ファミコンキッズ、永岡書店、ファミリーコンピュータ攻略法）
- まんが&なぞなぞ 必笑ファミコン塾（1986年7月、編集：小森豪人、秋田書店、少年チャンピオン・ホビーシリーズ）
- まんが&なぞなぞ 必笑ファミコン塾2（1986年9月、編集：小森豪人、漫画：中島昌利、秋田書店、少年チャンピオン・ホビーシリーズ）
- まんが&なぞなぞ 必笑ファミコン塾3（1986年11月、編集：小森豪人、漫画：しごと大介、少年チャンピオン・ホビーシリーズ）
- ニュータイプなぞなぞ1000本勝負!! シリーズ（出題：小森豪人、徳間書店、テレビランドわんぱっく）
  - ニュータイプなぞなぞ1000本勝負!!1（1987年1月、テレビランドわんぱっく97）
  - ニュータイプなぞなぞ1000本勝負!!2（1987年7月、テレビランドわんぱっく102）
  - ニュータイプなぞなぞ1000本勝負!!3（1987年12月、テレビランドわんぱっく107）
  - ニュータイプなぞなぞ1000本勝負!!6（1989年8月、テレビランドわんぱっく119）
  - ニュータイプなぞなぞ1000本勝負!!7（1990年1月、テレビランドわんぱっく122）
  - ニュータイプなぞなぞ1000本勝負!!8（1990年7月、テレビランドわんぱっく124）
  - ニュータイプなぞなぞ1000本勝負!!9（1991年1月、テレビランドわんぱっく127）
  - ニュータイプなぞなぞ1000本勝負!!10（1991年7月、テレビランドわんぱっく131）
- なぜ?ふしぎ大全科 おもしろ雑学がいっぱい!!（1987年10月、編集：小森豪人、秋田書店、大百科シリーズ）
- たのしいことばあそび ラルコンといっしょにうたやパズルであそぼう!（1988年6月、構成：小森豪人、永岡書店）
- 森のくまさんのなぞなぞゆうえんち（1990年5月、作：小森豪人、画：滝久美子、ハート出版）
- 人気マンガ&ヒーロー ウルトラつっこみクイズ（1990年11月、出題：小森豪人、くもん出版、わくわくポケット）
- 頭脳パワーおもしろクイズ シリーズ（著者：能力活性研究会、小森豪人、二見書房、二見WAiWAi文庫）
  - 頭脳パワーおもしろクイズ 難問奇問170題（1991年7月）
  - 頭脳パワーおもしろクイズpart2 難問奇問166題（1991年10月）
  - 頭脳パワーおもしろクイズpart3 難問奇問170題（1992年2月）
  - 頭脳パワーおもしろクイズpart5 難問奇問180題（1992年8月）
- あなたは名探偵 推理クイズ（1992年6月、二見書房、二見WAiWAi文庫）
- ひらめき!頭脳クイズ 新作・名作・傑作大集合!（1992年6月、祥伝社、ノン・ポシェット）
- 超クイズこれでもか! めざせ!頭脳・チャンピオン（1993年4月、学習研究社、ムテキ・ブックス3）
- 新なぞなぞとことん1100連発（1993年6月、学習研究社、ムテキ・ブックス7）
- 決定版 天才クイズに大挑戦 キミの頭脳はウルトラパニック!（1993年7月、学習研究社、ムテキ・ブックス10）
- 決定版 なぞなぞビックリ1100連発Part2（1993年10月、学習研究社、ムテキ・ブックス11）
- 推理クイズ 犯人をあげろ!（1993年1月、二見書房、二見WAiWAi文庫）
- 大人のなぞなぞ大全集 知的ひまつぶしの本（1993年2月、著者：能力活性研究会、小森豪人、二見書房、二見WAiWAi文庫）
- 推理クイズ 真犯人は誰だ?（1994年3月、二見書房、二見WAiWAi文庫）
- なぞなぞチャンピオン爆笑1000問（2001年7月、コスミック出版、コスミックムック）
- 脳を鍛えるIQトレーニング（2006年7月、著者：脳力鑑定・開発グループ代表 小森豪人、コスミック出版、コスミックムック）
- アタマをよくする図形パズル（2008年12月、中経出版、中経の文庫）
- IQ頭脳パズル 脳内ストレッチ!（2013年1月、青春出版社、青春文庫）

#### 雑誌記事
- 「ケメ子の歌」始末記（『文芸春秋』、1969年7月号掲載、文藝春秋）[8][9]
- 我らドーテェー喪失時代（『創』、1972年11月号掲載、創出版）[10]
- ポルノ囃子で今年も暮れる（田中真理、小森豪人、『創』、1972年12月号掲載、創出版）[11]
- 新春に処女の?が染まる（島田陽子、小森豪人、『創』、1973年2月号掲載、創出版）[12]
- ナンチャッテおじさんの告白（『文芸春秋』、1978年6月号掲載、文藝春秋）[13][14]

## 主な作品：作詞・作曲
以下の作品には「本人が自作と主張するもの」も含む。特記なき場合はすべて「馬場祥弘」名義。

### 訳詞
- 森のくまさん[15][16][17][18][19][20]
- おお牧場はみどり[21]
- 喜びの歌[22]

### 作詞
- セクシーマシンガン[23]（歌：三上寛[24]）※本作品は「小森豪人」名義。
- 俺等の恋[25]（歌：横内正&山の仲間たち[26]、芹洋子[27]）

### 作詞・作曲
- ミス・ケミッ子[28]（歌：ザ・ダーツによる「ケメ子の歌」とザ・ジャイアンツによる「ケメ子の唄」との競作）
- 蝶々[29][30]（歌：なるせ・みよこ[31]、フランク永井[32]）